# 間々観音
間々観音（ままかんのん）は、愛知県小牧市間々本町にある浄土宗の寺院。寺号は龍音寺（りゅうおんじ）。山号は飛車山。間々乳観音（ままちちかんのん）とも呼ばれる。
尾張三十三観音の第二十四番札所であり、かつ尾張西国三十三観音の第五番札所でもある。本尊の千手観音像には授乳の願いに御利益があるとされ、日本唯一の「お乳のお寺」として知られる。

## 歴史

### 創建
明応元年（1492年）、小牧山で狩人が鹿を射たところ、鹿はたちまち7つの石に変化し、御光を放つ観音像が出現した。狩人は自身の殺生を悔い改め、小牧山に草堂を築いて奉仕した（千手観音の創建）。
永正2年（1505年）、尾張守護の斯波氏の家臣である林心斎によって草庵が建てられた（龍音寺の創建）。戦国時代の天正年間（1573年～1592年）には小牧山に小牧山城が建立される乱世となったため、千手観音は祖玄和尚によって境内に移され、山号と寺号は飛車山龍音寺に改められた。林心斎が開基、祖玄和尚が開山とされている。小牧山にある創建の地は観音洞として残る。

### 近世
江戸時代に佐枝氏が間々村の領主となると、佐枝氏の庇護を受けて檀家が急増した。
間々村の村はずれに住んでいた女は貧しさから母乳が出なくなったが、千手観音に祈願すると乳があふれ出るようになり、近所の子にも乳を分け与えることができたとする伝承がある。この伝承が世間の評判となり、遠方からの参拝者でにぎわうようになった。寛文年間（1661年～1673年）の『正事記』には「参詣の人たえず、大変さかえている」と書かれている。千手観音に祈願して乳が出るようになったという男、出産していないのに乳が出るようになったという女もいる。

### 近代・現代
千手観音は秘仏であり、1886年（明治19年）、1924年（大正13年）、1952年（昭和27年）と、約33年ごとに開帳されている。2011年（平成23年）2月19日、テレビ愛知系列の「遊びに行こっ!〜旅するTV〜ホトチャンネル」で冒頭に紹介された。

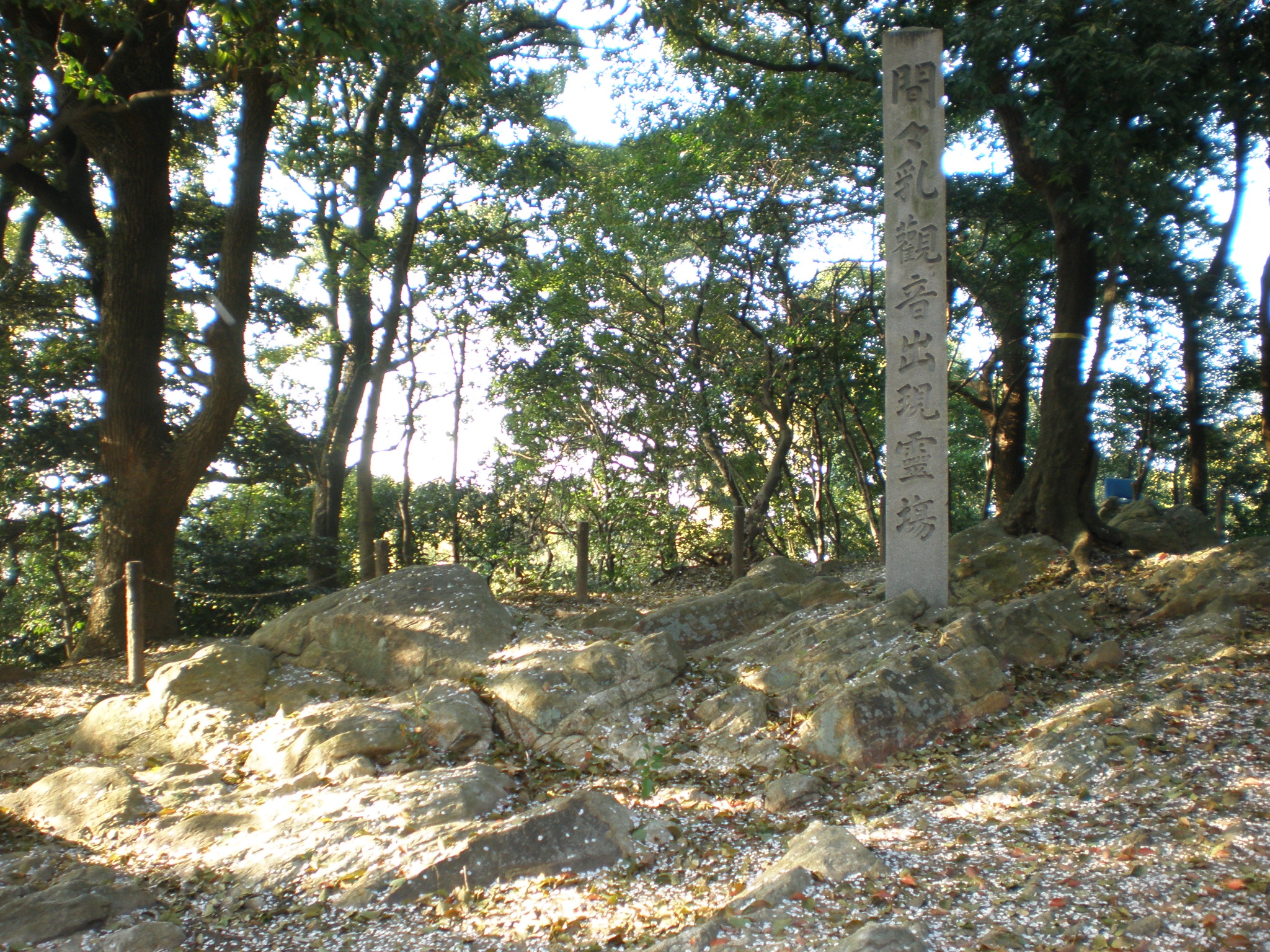
小牧山に残る観音洞

## 境内

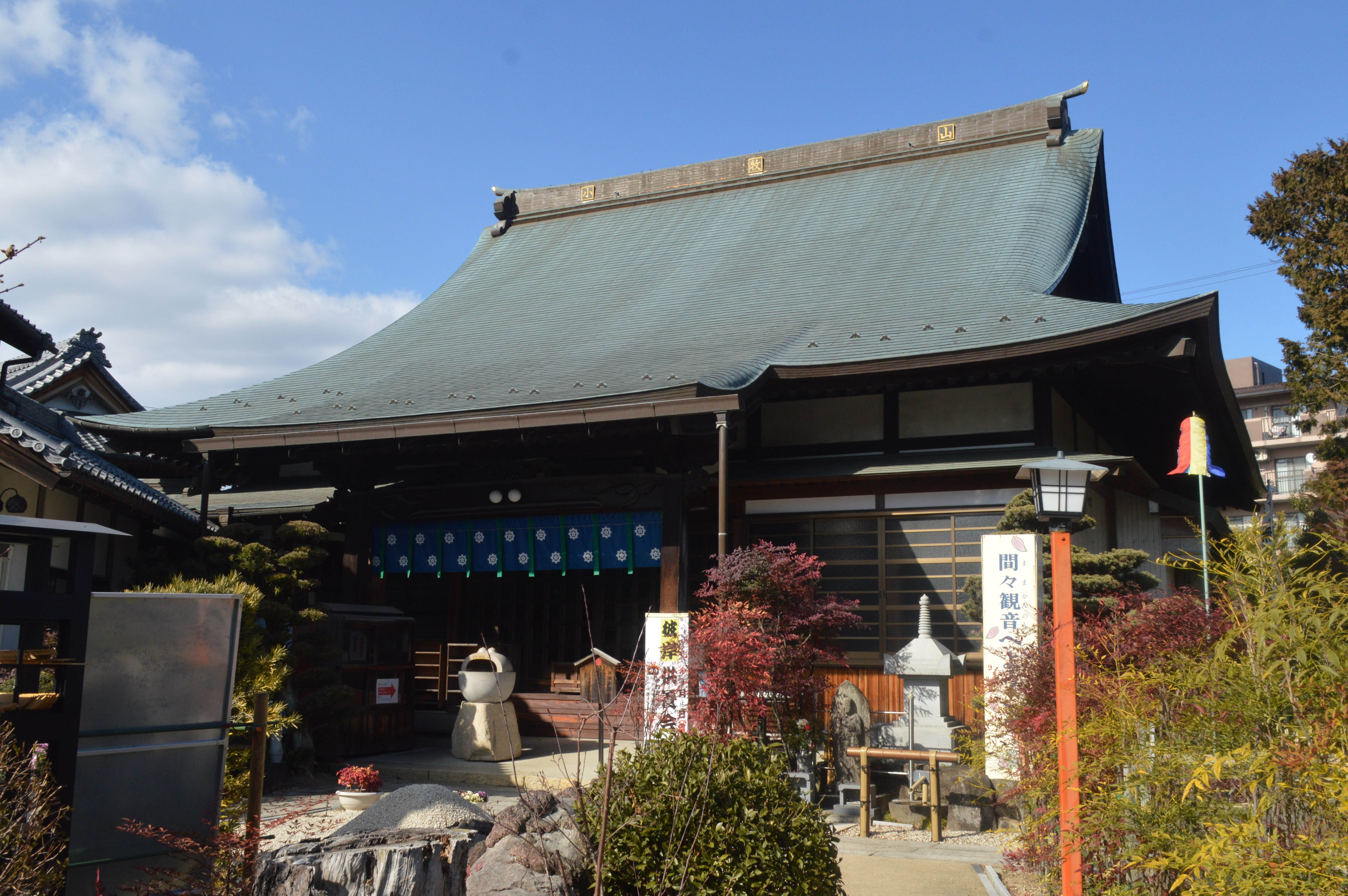
本堂

尾張徳川家の菩提寺である建中寺から移築された山門があるほか、女性の乳房をかたどった手水場や線香立てが設置されている。また、観音堂横には女性の乳房をかたどった絵馬が数多く奉納されている。

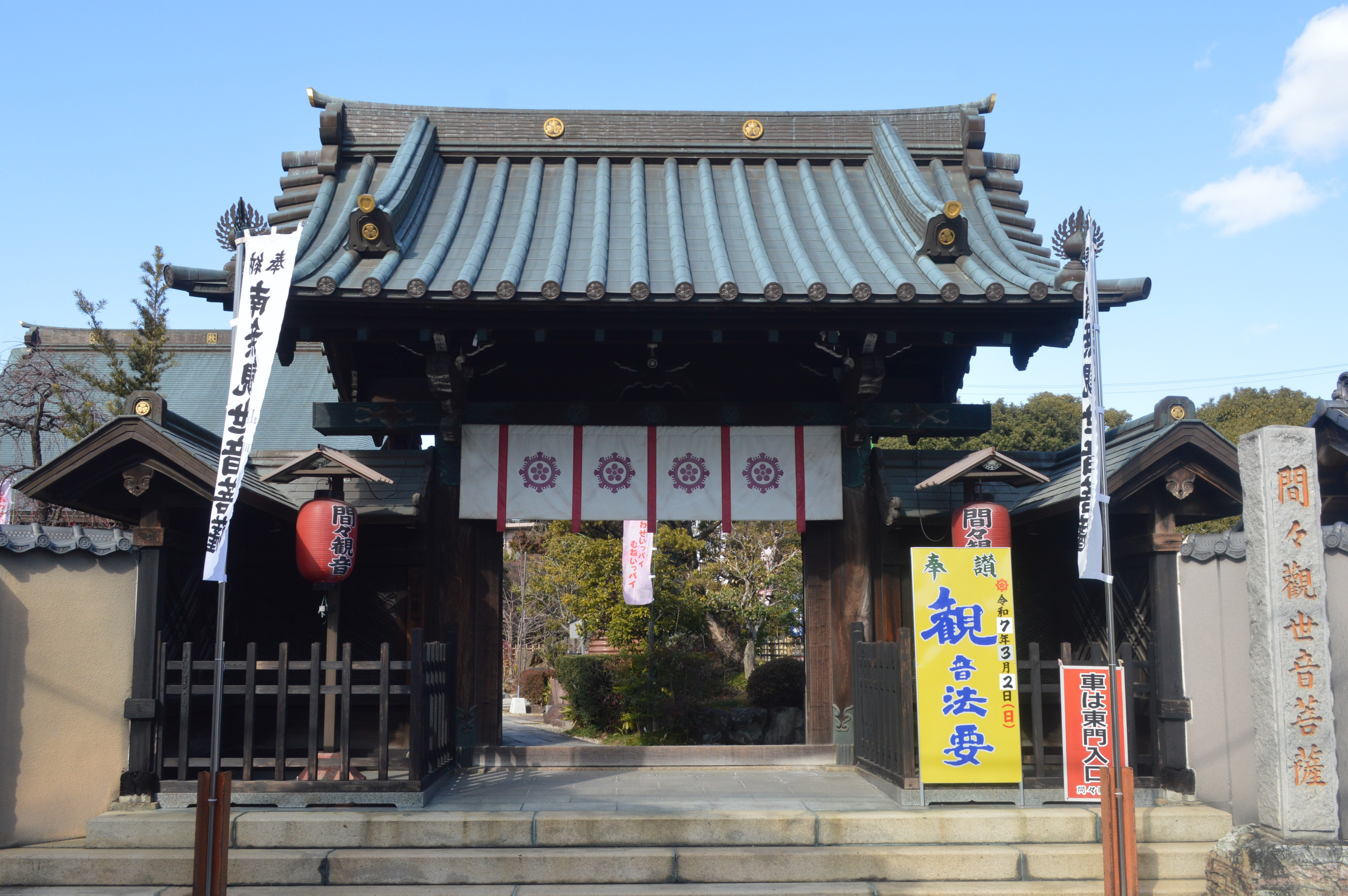
山門
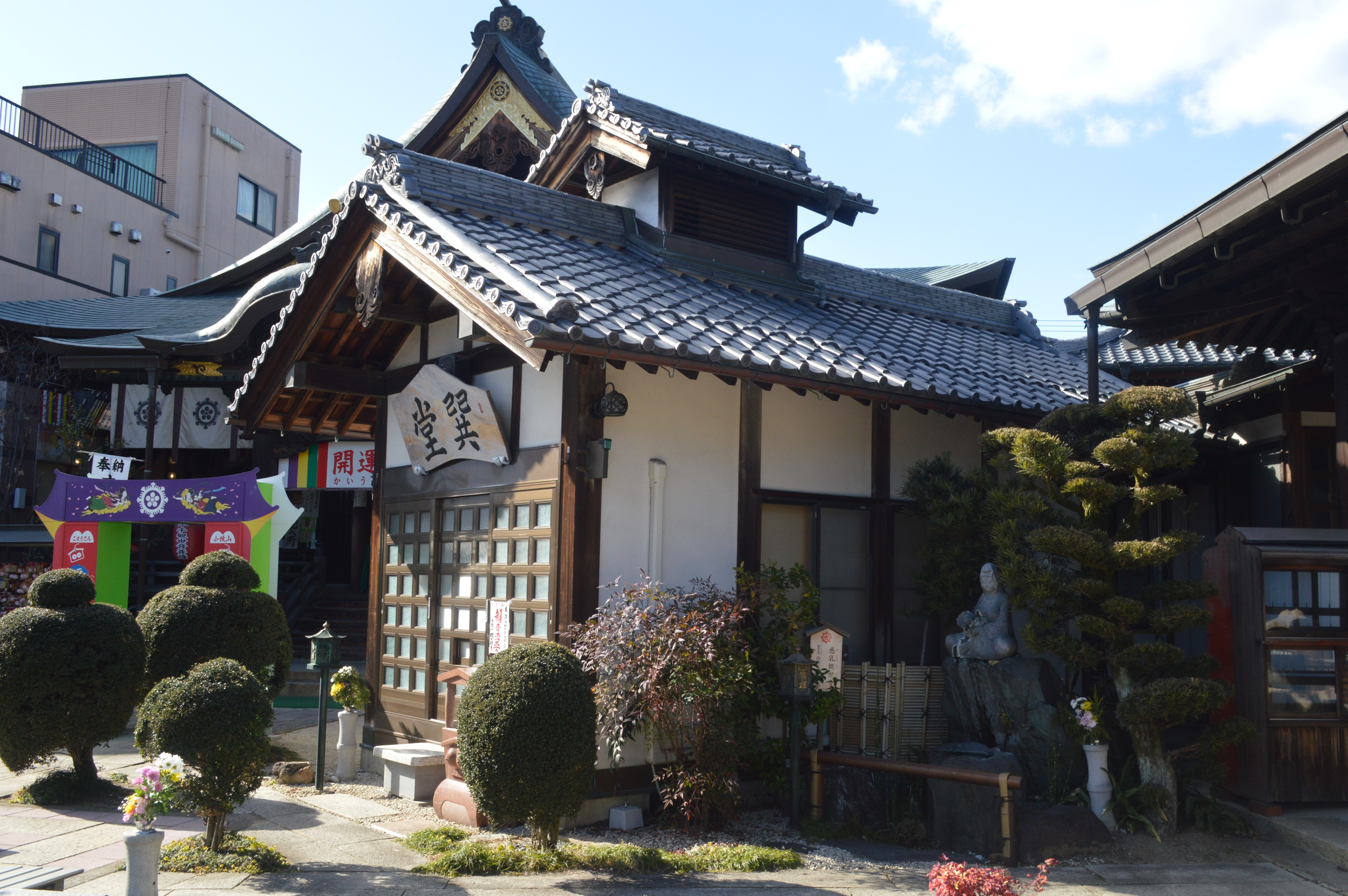
巽堂
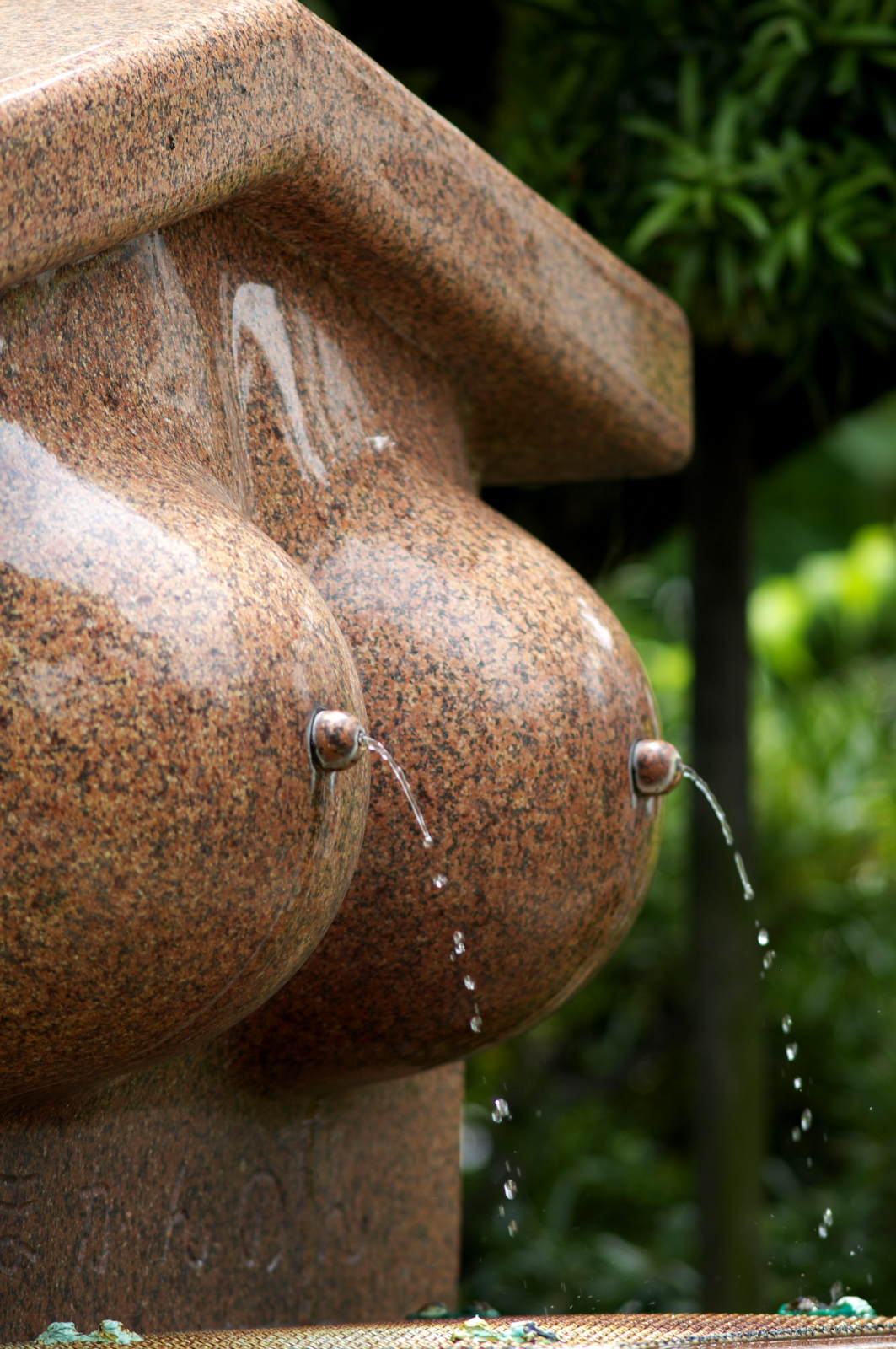
乳房をかたどった手水場
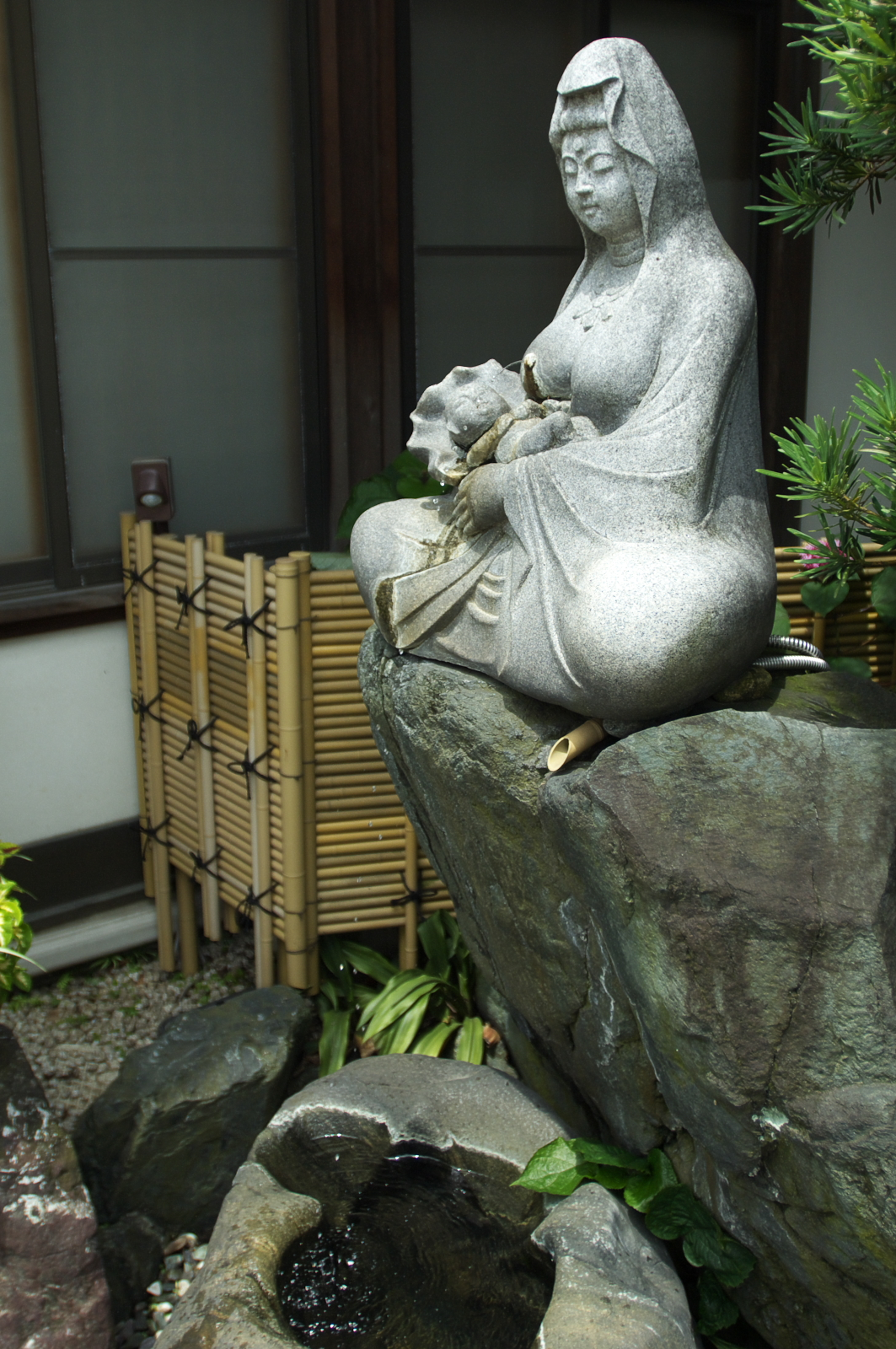
境内中央の手水場
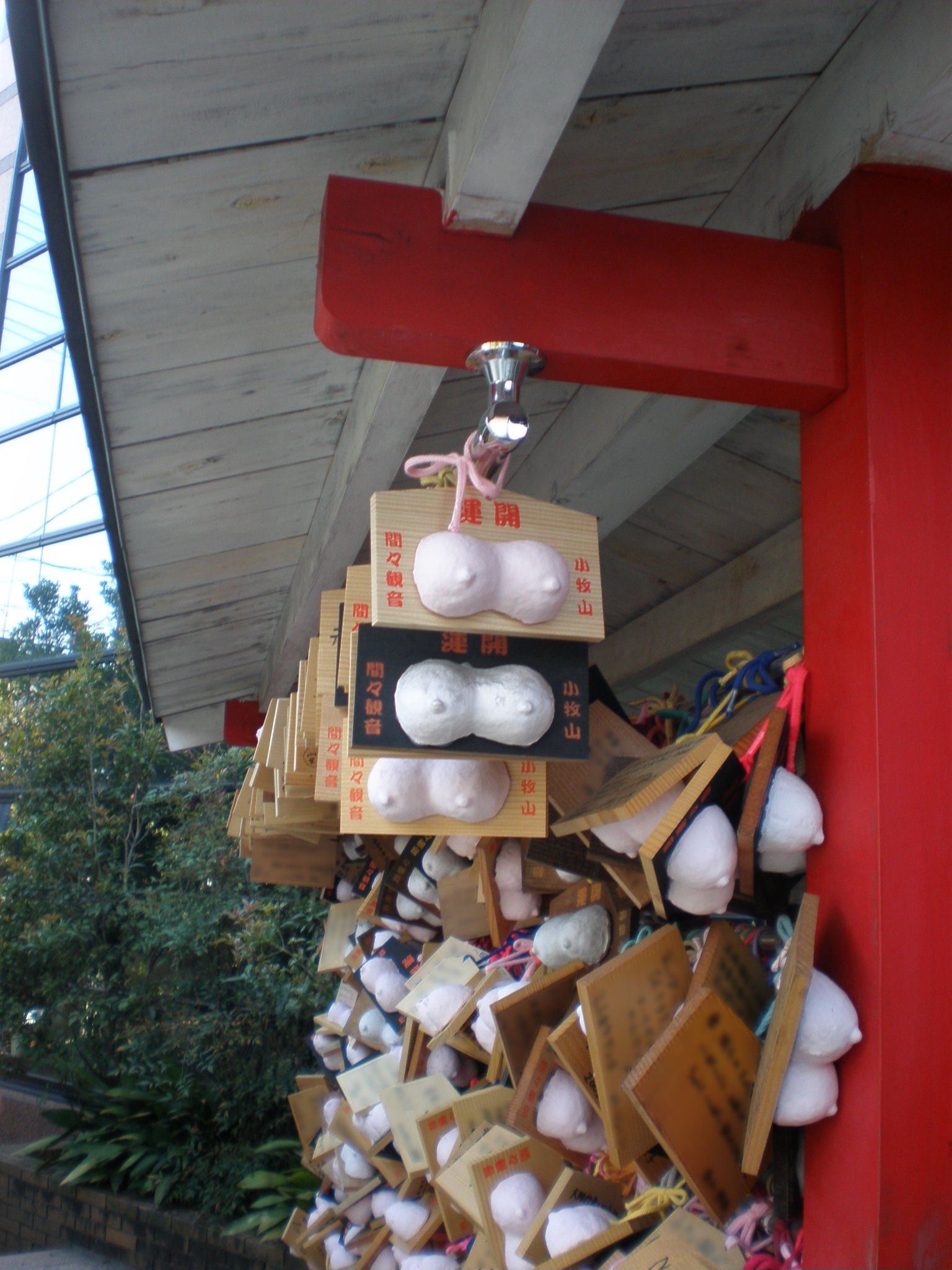
絵馬

## 現地情報
交通アクセス
- こまき巡回バスおよび名鉄バス「間々乳観音前」停留所下車。